# Brut de référence
Un brut de référence est une valeur économique destinée à servir de référence sur une place financière pour établir les prix pour le commerce du pétrole. Cette valeur est basée sur un produit réel, soit un pétrole brut, soit un mélange de plusieurs pétroles bruts.
Pour établir le brut de référence, une qualité précise de pétrole est choisie, disponible dans tel port à telle date. Les contrats à long terme entre un producteur et un acheteur sont généralement indexés à l'un des grands bruts de référence.

## Brent
Le principal brut de référence est le Brent , qui ne vient en fait pas exclusivement du gisement éponyme mais est un mélange de plusieurs bruts de la mer du Nord. Son prix détermine celui de quelque 60 % des pétroles vendus dans le monde.

## Autres bruts
D'autres bruts de référence importants existent : 
- le West Texas Intermediate, qui détermine les prix aux États-Unis, et en particulier dans la région du golfe du Mexique ;
- le panier de référence de l'OPEP (ORB) ;
- le tapis malais, qui est utilisé par certains marchés en Asie de l'Est ;
- le Dubaï Light utilisé pour les prix du Moyen-Orient ;
- le Bonny Light nigérian ;
- l'Isthmus-34, un pétrole lourd mexicain ;
- un nouveau brut de référence destiné aux marchés asiatiques lancé par la Chine[3].